# Tour de Savoie Mont-Blanc
Il Tour de Savoie Mont-Blanc (it. Giro di Savoia Monte Bianco) è una corsa a tappe maschile di ciclismo su strada che si svolge annualmente nel dipartimento della Savoia, in Francia. Fondata nel 1999, dal 2009 fa parte circuito UCI Europe Tour, prima come gara di classe 2.2U, dal 2011 come gara 2.2.

## Storia
Il Tour de Savoie fu creato su iniziativa di Patrice Pion e Laurent Josserand, fondatori della JBP Sport Organisation, divenuta in seguito JP Sport Organisation e poi Chambéry Cyclisme Organisation. La prima dizione ebbe luogo nel 1999 ed era composta di due tappe, disputate lo stesso giorno a Motz. Il programma si ampliò durante gli anni seguenti, raggiungengo anche altre città della Savoia.
Nel 2005 divenne Tour des Pays de Savoie, raggiungendo anche l'Alta Savoia. Rimase evento riservato ai dilettanti fino al 2009, quando è stato integrato nel calendario dell'UCI Europe Tour, nella categoria 2.2U, riservata quindi ai corridori di meno di 23 anni. Nel 2011 è divenuta gara di categoria 2.2, aperta quindi anche agli Elite.

## Albo d'oro
Aggiornato all'edizione 2021
| Anno                      | Vincitore                                    | Secondo                                      | Terzo                                        |
| Tour de Savoie            | Tour de Savoie                               | Tour de Savoie                               | Tour de Savoie                               |
| ------------------------- | -------------------------------------------- | -------------------------------------------- | -------------------------------------------- |
| 1999                      | Christian Milesi                             | Mickael Magnin                               | Yoann Petiot                                 |
| 2000                      | Christophe Edaleine                          | Florian Germain                              | Nicolas Kocianski                            |
| 2001                      | Florian Germain                              | Nicolas Vayr                                 | Jean-Vincent Colin                           |
| 2002                      | Matthieu Sprick                              | Florian Germain                              | Yohann Boissy                                |
| 2003                      | Matthieu Sprick                              | Nicolas Dulac                                | Nicolas Prin                                 |
| 2004                      | Rémi Pauriol                                 | Nicolas Dulac                                | Mathieu Perget                               |
| Tour des Pays de Savoie   |                                              |                                              |                                              |
| 2005                      | Blaise Sonnery                               | Nicolas Prin                                 | Paweł Cieslik                                |
| 2006                      | Jean-Charles Sénac                           | Nicolas Hartmann                             | Blaise Sonnery                               |
| 2007                      | Daniel Martin                                | Ma Haijun                                    | Dalivier Ospina                              |
| 2008                      | Guillaume Bonnafond                          | Julien Bérard                                | Sander Maasing                               |
| 2009                      | Ben Gastauer                                 | Tejay van Garderen                           | Yannick Eijssen                              |
| 2010                      | Nicolas Schnyder                             | Thomas Bonnin                                | Nicolas Edet                                 |
| 2011                      | Nikita Novikov                               | Romain Bardet                                | Laurent Beuret                               |
| 2012                      | Stéphane Rossetto                            | Warren Barguil                               | Yoann Barbas                                 |
| 2013                      | Yoann Barbas                                 | Clément Chevrier                             | Moisés Dueñas                                |
| 2014                      | Louis Vervaeke                               | Dmitrij Ignat'ev                             | Jesús del Pino                               |
| 2015                      | David Belda                                  | Sam Oomen                                    | Julien Antomarchi                            |
| Tour de Savoie Mont-Blanc |                                              |                                              |                                              |
| 2016                      | Enric Mas                                    | Tao Geoghegan Hart                           | Ben O'Connor                                 |
| 2017                      | Egan Bernal                                  | Bjorg Lambrecht                              | Harm Vanhoucke                               |
| 2018                      | Riccardo Zoidl                               | Matteo Badilatti                             | Jérémy Maison                                |
| 2019                      | Chris Harper                                 | Pierpaolo Ficara                             | Jérémy Bellicaud                             |
| 2020                      | Pierre Rolland                               | Alexis Guerin                                | Maxim Van Gils                               |
| 2021                      | Jefferson Alexander Cepeda                   | Roland Thalmann                              | Santiago Umba                                |
| 2022                      | annullata a causa della Pandemia di COVID-19 | annullata a causa della Pandemia di COVID-19 | annullata a causa della Pandemia di COVID-19 |
| 2023                      | annullata                                    | annullata                                    | annullata                                    |
| 2024                      | annullata                                    | annullata                                    | annullata                                    |